# Holomelina belmaria
Holomelina belmaria là một loài bướm đêm thuộc phân họ Arctiinae, họ Erebidae.